# Marc Fulvi Nobílior (tribú militar)
Marc Fulvi Nobilior (en llatí Marc Fulvius Nobilior) va ser un magistrat romà. Formava part de la gens Fúlvia, i era de la família dels Nobílior.
Va ser tribú dels soldats o tribú militar l'any 180 aC. Era germà d'un Quint Fulvi Nobilior, que probablement era el Quint Fulvi que va ser triumvir coloniae deducendae l'any 184 aC i no pas el cònsol de l'any 153 aC.